# The Keef Hartley Band
The Keef Hartley Band was een Britse rockband.

## Geschiedenis
De kern van de in 1968 opgerichte band werd door Hartley gevormd met Miller Anderson (songwriter, gitaar, zang) en Gary Thain (basgitaar). Fameuze sessiemuzikanten als Mick Weaver (keyboards) en Chris Mercer (saxofoon) ondersteunden hen tijdelijk. Als gastmuzikanten speelden bij de band onder andere Mick Taylor, Barbara Thompson, Jon Hiseman, Elkie Brooks, John Mayall, Johnny Almond en anderen.
In maart 1969 kwam het eerste album Halfbreed uit. In hetzelfde jaar trad de band op tijdens het Woodstock-festival, voorafgaande aan The Incredible String Band. Van hun optreden bestaan geen audio- en filmfragmenten. Slechts een geluidsopname van een fan met fragmenten van enkele nummers is behouden gebleven.
De band werd vergeleken met jazzrockbands als Colosseum, Chicago en Blood, Sweat & Tears. De stijl van The Keef Hartley Band ontwikkelde zich uit de blues van John Mayall en bestond uit solide songwriting en jazzige arrangementen. Kenmerkend voor de sound was de inzet van de koperblazers Henry Lowther, Dave Caswell en Lyle Jenkins. Later groeide de band nu en dan uit tot bigband-formaat (titel van een in de Marquee Club in Londen opgenomen live-album Little Big Band). 
In 1971 nam Hartley afscheid van songwriter Miller Anderson en formeerde rondom Thain een nieuwe, meer funk-georiënteerde bezetting met zanger en gitarist Junior Kerr. Deze formatie nam slechts het ene album Seventy Second Brave op. Live-opnamen van deze bezetting verschenen op het postume album Not Foolish Not Wise.
In 1972 ontbond Keef Hartley de band om weer met zijn voormalige werkgever John Mayall op tournee te gaan.

## Discografie
- 1969: Halfbreed
- 1969: Battle Of NW6
- 1970: The Time Is Near
- 1971: Overdog
- 1971: Little Big Band
- 1972: Seventy Second Brave
- 1999: Not Foolish Not Wise